# Falkenmühle (Rumbach)
Die Falkenmühle ist eine historische Mühlenanlage im südlichen Wasgau, wie der Südteil des Pfälzerwaldes auch genannt wird. Sie liegt unmittelbar an der Wieslauter auf der Gemarkung von Rumbach, jedoch in unmittelbarer Nähe des Siedlungsgebiets der Gemeinde Bundenthal.

## Geschichte
Sie entstand mutmaßlich im 13. Jahrhundert am rechten Ufer der Wieslauter und trug zunächst den Namen Wegelnburgmühle, da sie sich im Besitz der einige Kilometer entfernt liegenden Wegelnburg befand. Seit dem Verkauf der Mühle an Bernhard Falk von Falkenstein im Jahr 1603 ist die Mühle unter ihrem heutigen Namen bekannt. Im Dreißigjährigen Krieg, im Pfälzischen Erbfolgekrieg  und durch mehrere Brände wurde sie vielfach beschädigt und zerstört, ebenso folgten Umbauten. Seit 1760 befand sie sich im Besitz der heutigen Eigentümerfamilie, welche 1865 auch die auf dem gegenüberliegenden Ufer befindliche Waldenburgische Mühle aus dem ehemaligen Besitz des Hochstifts Speyer erwarb. Die Kornmühle auf dem rechten Ufer war bis 1969 in Betrieb, das auf dem linken Ufer befindliche Sägewerk wurde bis ins Jahr 2000 betrieben. Heute sind auf dem Gelände der Falkenmühle zwei Gästehäuser und Ferienwohnungen untergebracht, die sich teils auch mit der Historie der Mühle beschäftigen.

## Mühlenanlage
Rechts der Wieslauter auf Rumbacher Gemarkung befinden sich das Gebäude der Kornmühle, das Wohnhaus der ehemaligen Müller und mehrere weitere restaurierte historischen Gebäude, teils auch als Fachwerkhäuser. Das Gebäude der Kornmühle, welches zuletzt am Anfang des 19. Jahrhunderts nach einem Brand teilweise neu errichtet wurde, verfügt als einzige Mühle im Wasgau noch über die komplette Mahltechnik. Sämtliche Häuser beinhalten heute Ferienwohnungen bzw. Appartements.  
Links der Wieslauter  auf Bundenthaler Gemarkung befindet sich die ehemalige Waldenburgische Mühle, welche zuletzt als Sägemühle in Betrieb war und mittlerweile im Besitz einer Privatperson ist. Die komplette Sägetechnik mit Gatter ist noch vorhanden. Mittels einer Francis-Turbine wird die Wasserkraft seit 1908 zur Stromerzeugung benutzt. Ein historisches Zuppinger-Wasserrad mit 6 m Durchmesser ist noch vorhanden.

## Verkehrsanbindung
An der Mühle vorbei führt die zweite Etappe der Rheinland-Pfalz-Radroute.